# 皮蘭城牆

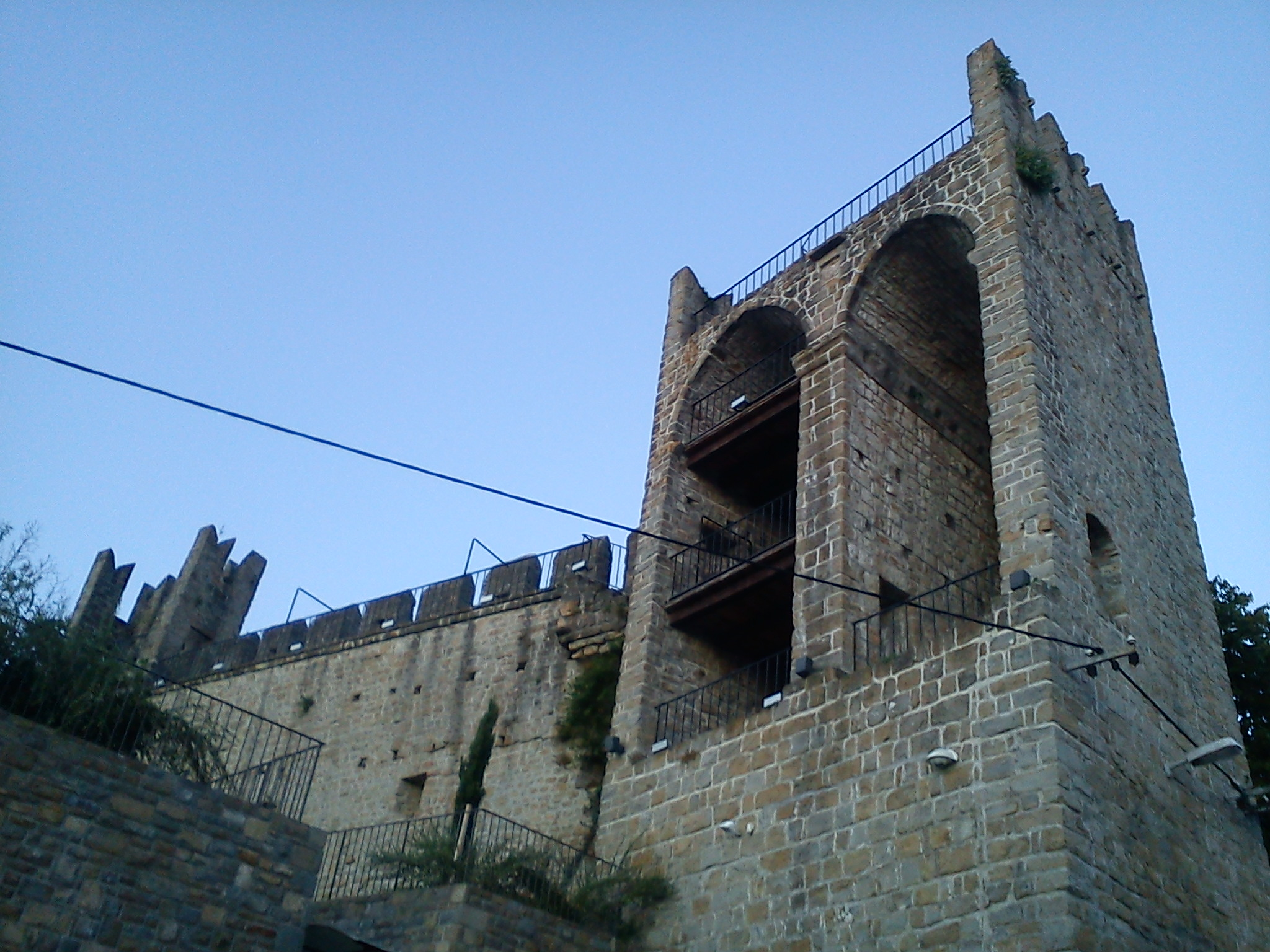

皮蘭城牆是斯洛維尼亞城市皮蘭的城牆系統。皮蘭城牆直至今日仍然保存完好。皮蘭城牆最早的部分修建於7世紀。